# 順陽郡
順陽郡（じゅんよう-ぐん）は、中国にかつて存在した郡。晋代から隋初にかけて、現在の河南省南陽市および湖北省襄陽市にまたがる地域に設置された。

## 概要
後漢末に立てられた南郷郡を前身とする。208年（建安13年）、曹操が荊州を奪うと、南陽郡西部を分割して南郷郡が立てられた。
289年（太康10年）、南郷郡が順陽郡と改称された。郡治は南郷県に置かれた。
晋の順陽郡は酇・順陽・南郷・丹水・武当・陰・筑陽・析の8県を管轄した。338年（咸康4年）、順陽郡は再び南郷郡と改称された。
南朝宋が建てられると、南郷郡は再び順陽郡と改称された。初期の順陽郡は朝陽・武当・酇・陰・汎陽・筑陽・析・脩陽の8県を管轄した。449年（元嘉26年）、順陽郡は雍州に転属した。464年（大明8年）、順陽郡は南郷・槐里・順陽・朝陽・清水・丹水・鄭の7県を管轄した。
南朝斉のとき、順陽郡は南郷・槐里・順陽・清水・丹水・鄭の6県を管轄した。
南朝梁においては、武帝の父の蕭順之の諱を避けて、順陽は従陽と表記された。
北魏のとき、順陽郡は荊州に属し、南郷・槐里・順陽・丹水・臨洮の5県を管轄した。
583年（開皇3年）、隋が郡制を廃すると、順陽郡は廃止されて、鄧州に編入された。